# 扭尖瓢叶藓属
扭尖瓢叶藓属（学名：Symphysodontella）为蕨藓科的一个属。

## 物种
本属包括以下物种：
- 小叶瓢叶藓 Symphysodontella parvifolia
- 双肋瓢叶藓 Symphysodontella siamensis
- 扭尖瓢叶藓 Symphysodontella tortifolia